# Haemagogus
Haemagogus är ett släkte myggor, i familjen stickmyggor. De återfinns främst i Centralamerika och norra Sydamerika (inklusive Trinidad), men några arter finns i skogsområden i Brasilien och utbreder sig så långt som till norra Argentina. I Rio Grande do Sul i Brasilien har en art, H. leucocelaenus, upptäckts bära på gula febern.